# Fireball (Pitbull-Lied)
Fireball ist ein Lied des US-amerikanischen Rappers Pitbull, das er mit dem Sänger John Ryan aufgenommen hat. Das Lied wurde am 23. Juli 2014 als dritte Single aus seinem Album Globalization veröffentlicht.

## Musikvideo
Am Anfang sieht man Pitbull, als er ein Auto verlässt und in einen Club geht. Das Video ist anfangs in Schwarz-Weiß gehalten. Erst als eine junge Frau den Club betritt wird das Video farbig. Die Frau geht zu Pitbull und die beiden gehen zur Garderobe und flirten. Am Ende des Videos steigen Pitbull und die Frau in das Auto und fahren weg.
Im Video spielen außer Pitbull und John Ryan noch Jenna Marbles, Bart Baker und Brittany Furlan mit.

## Kommerzieller Erfolg

### Chartplatzierungen
Nachdem das Lied in den USA auf Platz 93 debütierte, konnte es in der dreizehnten Chartwoche mit Platz 23 seine Spitzenplatzierung erreichen. In Kanada erreichte Fireball Platz 16.
| ChartsChartplatzierungen       | Höchstplatzierung | Wochen |
| ------------------------------ | ----------------- | ------ |
| Deutschland (GfK)              | 22 (23 Wo.)       | 23     |
| Österreich (Ö3)                | 12 (11 Wo.)       | 11     |
| Schweiz (IFPI)                 | 51 (6 Wo.)        | 6      |
| Vereinigte Staaten (Billboard) | 23 (20 Wo.)       | 20     |
| Vereinigtes Königreich (OCC)   | 49 (2 Wo.)        | 2      |

### Auszeichnungen und Verkäufe
| Land/Region                  | Auszeichnungen für Musikverkäufe (Land/Region, Auszeichnung, Verkäufe) | Verkäufe  |
| ---------------------------- | ---------------------------------------------------------------------- | --------- |
| Australien (ARIA)            | Platin                                                                 | 70.000    |
| Dänemark (IFPI)              | Platin                                                                 | 90.000    |
| Deutschland (BVMI)           | Gold                                                                   | 200.000   |
| Italien (FIMI)               | Platin                                                                 | 50.000    |
| Kanada (MC)                  | Platin                                                                 | 80.000    |
| Mexiko (AMPROFON)            | Platin                                                                 | 60.000    |
| Neuseeland (RMNZ)            | Platin                                                                 | 30.000    |
| Spanien (Promusicae)         | Platin                                                                 | 40.000    |
| Vereinigte Staaten (RIAA)    | 4× Platin                                                              | 4.000.000 |
| Vereinigtes Königreich (BPI) | Platin                                                                 | 600.000   |
| Insgesamt                    | 1× Gold · 12× Platin ·                                                 | 5.220.000 |

Hauptartikel: Pitbull (Rapper)/Auszeichnungen für Musikverkäufe